# Кизиласу
Кизиласу́ (каз. Қызыласу) — село у складі Сариагаського району Туркестанської області Казахстану. Входить до складу Жилгинського сільського округу.
У радянські часи село називалося Ферма № 5 совхоза Сирдар'їнський.
Населення — 150 осіб (2021; 179 у 2009, 188 у 1999, 371 у 1989).